# SC Eisenstadt
SportClub (SC) Eisenstadt – austriacki klub piłkarski, grający w niegdyś w pierwszej lidze austriackiej, mający siedzibę w mieście Eisenstadt. Rozwiązany w 2008 roku.

## Historia
Klub został założony w 1907 roku. W 1967 roku po raz pierwszy w swojej historii wywalczył awans do pierwszej ligi austriackiej. W sezonie 1969/1970 spadł do drugiej ligi. Kolejny awans do pierwszej ligi SC Eisenstadt wywalczył w 1971 roku i spędził w niej kolejne cztery sezony. W pierwszej lidze Austrii grał również w latach 1980–1981 i 1982–1987. W 2008 roku klub został rozwiązany z powodu kłopotów finansowych. W 1984 roku SC Eisenstadt osiągnął międzynarodowy sukces, gdy zwyciężył w rozgrywkach Pucharu Mitropa.

## Sukcesy
- Puchar Mitropa

zwycięstwo (1): 1984
- 1. liga

mistrzostwo (1): 1979/1980
- Regionalliga Wschód

mistrzostwo (2): 1967, 1971

## Historia występów w pierwszej lidze
| Sezon     | Pozycja      | M  | Pkt. | Z  | R  | P  | GZ | GS |
| --------- | ------------ | -- | ---- | -- | -- | -- | -- | -- |
| 1967/1968 | 10.          | 26 | 21   | 8  | 5  | 13 | 26 | 33 |
| 1968/1969 | 13.          | 28 | 21   | 6  | 9  | 13 | 33 | 42 |
| 1969/1970 | 14. (spadek) | 30 | 22   | 7  | 8  | 15 | 40 | 63 |
| 1971/1972 | 11.          | 28 | 24   | 9  | 6  | 13 | 29 | 30 |
| 1972/1973 | 13.          | 30 | 25   | 10 | 5  | 15 | 37 | 41 |
| 1973/1974 | 13.          | 32 | 28   | 11 | 6  | 15 | 36 | 52 |
| 1974/1975 | 10. (spadek) | 36 | 27   | 8  | 11 | 17 | 35 | 65 |
| 1980/1981 | 10. (spadek) | 36 | 21   | 6  | 9  | 21 | 25 | 59 |
| 1982/1983 | 9.           | 30 | 29   | 8  | 13 | 9  | 41 | 48 |
| 1983/1984 | 11.          | 30 | 25   | 9  | 7  | 14 | 39 | 49 |
| 1984/1985 | 8.           | 30 | 28   | 9  | 10 | 11 | 29 | 31 |
| 1985/1986 | 10.          | 22 | 18   | 4  | 10 | 8  | 19 | 45 |
| 1986/1987 | 10. (spadek) | 22 | 19   | 7  | 5  | 10 | 32 | 46 |

## Reprezentanci kraju grający w klubie
Stan na czerwiec 2015.
| - Zoran Barisic - Alfred Eisele - Geza Gallos - Volkan Kahraman - Christian Keglevits - Heinz Peischl - Walter Seitl - Gerald Willfurth - Přemysl Bičovský - Gilles Mbang Ondo | - Marco Pérez - Alias Lembakoali - David Manga - Karol Schulz - János Borsó - László Karsai - Lajos Kű - István Magyar - László Pusztai |